# Selenops abyssus
Selenops abyssus är en spindelart som beskrevs av Muma 1953. Selenops abyssus ingår i släktet Selenops och familjen Selenopidae. Inga underarter finns listade i Catalogue of Life.